# Заросляк білоголовий
Заросляк білоголовий (Atlapetes albiceps) — вид горобцеподібних птахів родини Passerellidae. Мешкає у сухих тропічних лісах Еквадору і Перу на висоті до 1300 м над рівнем моря.